# Daizen-ji (Kōshū)

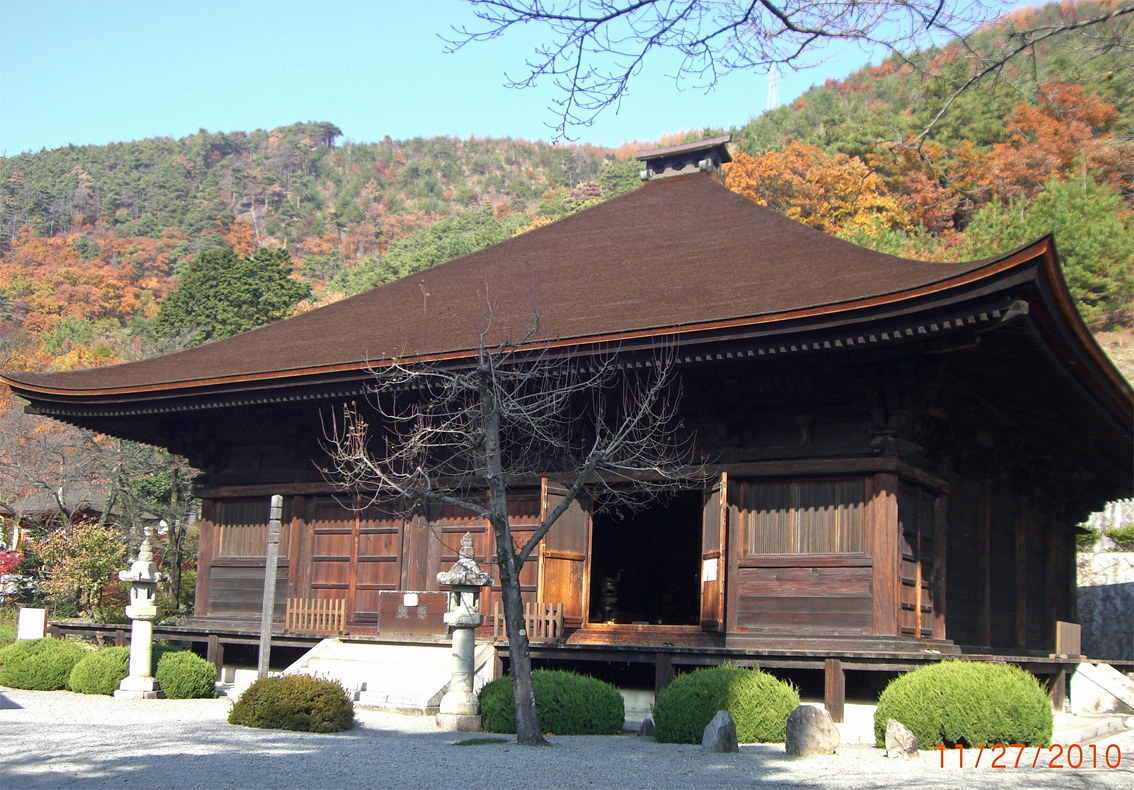
Haupthalle des Daizen-ji

Der Daizen-ji (japanisch 大善寺) ist ein Tempel der Shingon-Richtung des Buddhismus in der Stadt Kōshū in der Präfektur Yamanashi. Er ist der 18. Tempel der Kai Hyakuhachi Reijō.

## Geschichte
Die Gründung des Tempels wird mit dem reichen und verehrten Grundbesitzer Saiguki Morikuni (三枝 守国) in Verbindung gebracht. Nach einer anderen Überlieferung soll Mönch Gyōki den Tempel im Jahr 718 gegründet haben. Sicher ist, dass der Tempel 1176 und 1270 von Bränden heimgesucht wurde.

## Die Anlage

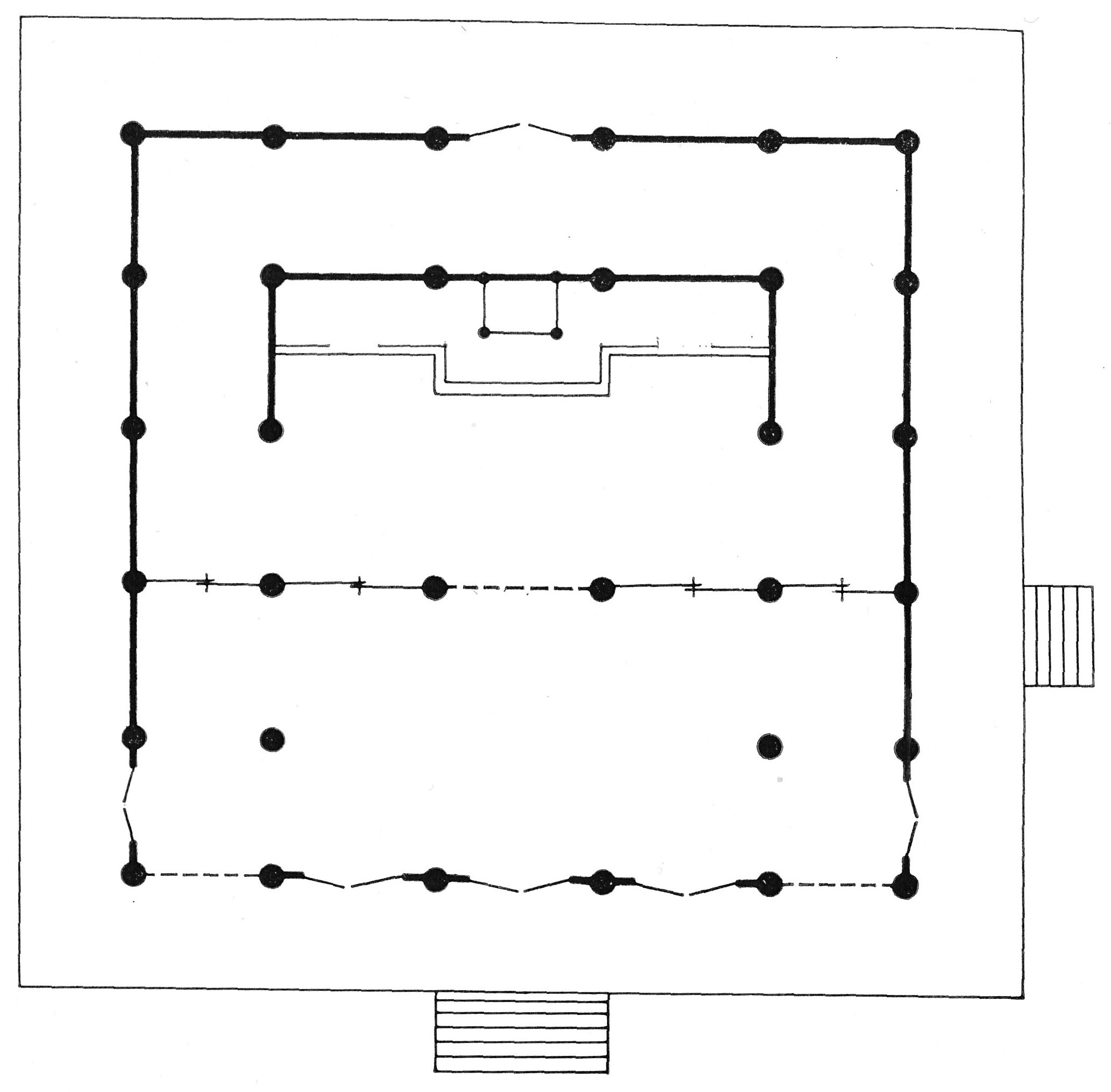
Plan der Haupthalle

Die Haupthalle (本堂, Hondō) wurde während der Kamakura-Zeit von der Regierung vom 9. Shikken, Hōjō Sadatoki (北条 貞時; 1272–1311), auf Wunsch des Kaisers Go-Uda wieder aufgebaut. 1286 wurden die Pfeiler errichtet, 1290 war der Tempel fertiggestellt. Er ist damit der älteste Tempel in der Präfektur im sogenannten japanischen Stil und ist als Nationalschatz registriert. Die Haupthalle hat eine Seitenlänge von 5 Ken (etwa 18 m) und ist mit einem einfachen Pyramiden-Dach gedeckt. An der Frontseite sind zwischen den drei mittleren Zwischenräumen zwischen den Säulen Türen eingelassen, die sich nach beiden Seiten öffnen lassen. Rechts und links außen sind Renji-mado (連子窓), eine Art Gitterfenster, eingesetzt. An den Seiten sind rechts und links im ersten Säulenzwischenraum und auf der Rückseite in der Mitte Türen eingelassen. Alle sonstigen Zwischenräume sind mit Brettern verschalt. Der gesamte Tempel ist von einem geländerlosen Umgang umgeben. Auf den starken runden Säulen sind zweistufige hölzerne Kapitelle angebracht, die die Last des Daches aufnehmen.
Im Inneren des Tempels befindet sich im hinteren Raumbereich, dem Naijin (内陣), der Altar (須弥壇 Shumidan), auf dem ein kleiner Schrein (厨子 Sushi) steht. Der hintere und der vordere Innenbereich (外陣 Gejin) werden durch gewölbte Stützbalken (虹梁 Kōryō) überdeckt. In der Mitte fehlen diese, was den Raum großzügiger erscheinen lässt. 1954 wurde der Tempel auseinandergenommen, überprüft und wieder zusammengesetzt.
Zur Tempelanlage gehören das Tempeltor (山門 Sammon), das um 1800 wieder errichtet wurde und der Garten nördlich der Abtresidenz mit Teich und Hōrai-Insel.

## Schätze des Tempels
Der kleine Schrein im Inneren ist, wie die Halle selbst, Nationalschatz. Er wurde 1473 gefertigt und enthält im Inneren die Trinität, Yakushi-Buddha mit zwei Begleitern, die als Wichtiges Kulturgut Japans registriert ist. Alle drei Figuren sind jeweils aus einem Stück Kirschholz gefertigt und als lackierte Figuren (漆箔像 Shitsubaku-zō) ausgeführt. Ihre Gewänder gleiten wellenförmig über den Körper, was auf eine Entstehung in der Heian-Zeit hindeutet. Die beiden Begleiter sind die Heiligen Nikkō (日光菩薩) und Gakkō (月光菩薩). Rechts und links sind die Zwölf himmlischen Generäle aufgestellt, die Gruppe ist ebenfalls Wichtiges Kulturgut.
Zu den Schriften, die sich im Besitz des Tempels befinden, gehört das Rikeini-ki (理慶尼記), das von der Tochter des Katsunuma Nobutomo (勝沼 信友), Rikei-ni, verfasst wurde. Es wird auch Takeda metsubō-ki genannt: Im dritten Monat 1582 ging Takeda Katsuyori mit seiner Mannschaft zum Tempel, um vom Abend bis zum nächsten Morgen für den Sieg zu beten. Da dies vergeblich war, ist es ein Dokument zu dem traurigen Ereignis, dem Erlöschen des Takeda-Klans.